# راولزينهو نيتو
راولزينهو نيتو (بالبرتغالية: Raul Togni Neto‏) مواليد 19 مايو 1992، هو لاعب كرة سلة برازيلي يلعب مع فريق سي بي مورسيا في ليغا أيه سي بي ويحمل الرقم 8. يبلغ طوله 6 قدم 2 بوصة (1.9 م).

## فرق لعب لها
- سي بي مورسيا

## روابط خارجية
- راولزينهو نيتو على موقع الاتحاد الدولي لكرة السلة (الإنجليزية)
- راولزينهو نيتو على موقع إن بي أي (الإنجليزية)
- راولزينهو نيتو على موقع سبورتس رفرنس (الإنجليزية)
- راولزينهو نيتو على موقع الدوري الإسباني لكرة السلة (الإسبانية)
- راولزينهو نيتو على موقع كرة السلة الأوروبية.كوم (الإنجليزية)
- راولزينهو نيتو على موقع إي إس بي إن.كوم (الإنجليزية)
- راولزينهو نيتو على موقع ريلجم (الإنجليزية)
- راولزينهو نيتو على موقع بروبوليرز (الإنجليزية)
- راولزينهو نيتو على موقع سبورتس رفرنس (الإنجليزية)
- راولزينهو نيتو على موقع سبورتس رفرنس (الإنجليزية)